# Psycho Circus
Psycho Circus è il diciottesimo album in studio dei Kiss pubblicato nel 1998.

## Il disco
Psycho Circus è il primo album registrato dai Kiss con la formazione storica a distanza di 19 anni dal precedente. Tuttavia, come è accaduto negli album Dynasty (del 1979, fino al 1998 l'ultimo album registrato con la formazione originale) e Unmasked (del 1980), vi sono molte tracce incise grazie all'appoggio di musicisti esterni non accreditati, e con la formazione incompleta. Infatti, Ace Frehley, senza contare le sue parti vocali, suona solamente in due tracce, mentre Peter Criss suona solamente la batteria in una traccia (Into the Void).
La sostituzione di Criss e Frehley negli album dei Kiss sono tuttavia degli eventi già verificatisi diverse volte nella storia del gruppo: ad esempio Frehley viene rimpiazzato provvisoriamente durante le registrazioni dell'album Destroyer e Criss era già fuori della band nonostante comparisse ancora nella copertina dell'album Unmasked del 1980 (stessa cosa accaduta per quanto riguarda Frehley nell'album Creatures of the Night). Tuttavia ai tempi di questi album, i Kiss riuscivano a non rendere pubblici tali eventi. Con Psycho Circus invece diversi rumor circolavano già prima ancora dell'inizio delle riprese. Molti fan della band sono rimasti delusi da questo comportamento.
Nonostante le controversie e le polemiche, Psycho Circus figura al primo posto nella Top 10 degli album della band ed è stato premiato con il disco d'oro. Inoltre, la versione giapponese dell'album contiene una traccia in più, In Your Face, cantata da Ace Frehley.

## Videogioco
Esiste un videogioco che ha lo stesso nome dell'album: KISS: Psycho Circus - The Nightmare Child, ispirato all'omonimo fumetto. I personaggi, seppur prendendo i nomi dei personaggi del fumetto, sono chiaramente ispirati al gruppo rock, così come anche il loro aspetto. Una zingara recluta quattro mortali (detti Avatar) per padroneggiare i quattro elementi (fuoco, vento, acqua, terra) e poter quindi sconfiggere il Nightmare Child, l'impersonificazione del Male. Per fare ciò, i nostri quattro eroi devono sconfiggere i loro predecessori, ormai corrotti dal potere del Male.

## Tracce

### Tracce dell'album
1. Psycho Circus – 5:30 (testo: Curtus Cuomo, Paul Stanley) – voce principale: Paul Stanley
2. Within – 5:10 (testo: Gene Simmons) – voce principale: Gene Simmons
3. I Pledge Allegiance to the State of Rock & Roll – 3:32 (testo: Curtus Cuomo, Holly Knight, Paul Stanley) – voce principale: Paul Stanley
4. Into the Void – 4:22 (testo: Karl Cochran, Ace Frehley) – voce principale: Ace Frehley
5. We Are One – 4:41 (testo: Gene Simmons) – voce principale: Gene Simmons
6. You Wanted the Best – 4:15 (testo: Gene Simmons) – voce principale: Gene Simmons, Paul Stanley, Ace Frehely e Peter Criss
7. Raise Your Glasses – 4:14 (testo: Holly Knight, Paul Stanley) – voce principale: Paul Stanley
8. I Finally Found My Way – 3:40 (testo: Bob Ezrin, Paul Stanley) – voce principale: Peter Criss
9. Dreamin' – 4:12 (testo: Bruce Kulick, Paul Stanley) – voce principale: Paul Stanley
10. Journey of 1,000 Years – 4:49 (testo: Gene Simmons) – voce principale: Gene Simmons

Traccia bonus dell'edizione giapponese
1. In Your Face – 3:35 (testo: Gene Simmons) – voce principale: Ace Frehley

### Tracce bonus dellaLimited Edition
1. Psycho Circus (live) – 5:34 (testo: Paul Stanley, Curtis Cuomo) – voce principale: Paul Stanley
2. Let Me Go, Rock'n Roll (live) – 5:33 (testo: Paul Stanley, Gene Simmons) – voce principale: Gene Simmons
3. Into the Void (live) – 9:10 (testo: Ace Frehley, Karl Cochran) – voce principale: Ace Frehley
4. Within (live) – 7:57 (testo: Gene Simmons) – voce principale: Gene Simmons
5. 100,000 Years (live) – 5:17 (testo: Paul Stanley, Gene Simmons) – voce principale: Paul Stanley
6. Black Diamond (live) – 6:12 (testo: Paul Stanley) – voce principale Peter Criss (con introduzione di Paul Stanley)

## Formazione

### Il gruppo
- Gene Simmons - basso, chitarra ritmica nella quinta traccia, voce principale o secondaria
- Paul Stanley - chitarra ritmica o solista (tracce 1, 3 e 6), basso (tracce 5, 7 e 8), voce principale o secondaria
- Ace Frehley - chitarra solista nella quarta e sesta traccia, chitarra ritmica nella quarta traccia, voce principale (Into The Void, You Wanted The Best) o secondaria
- Peter Criss - batteria nella quarta traccia; voce principale (I Finally Found My Way e You Wanted The Best) e secondaria

### Collaboratori
- Bruce Kulick - chitarra solista nell'introduzione della seconda traccia
- Tommy Thayer - chitarra solista e ritmica
- Kevin Valentine - batteria
- Bob Ezrin - piano elettrico Fender Rhodes nell'ottava traccia
- Shelly Berg - pianoforte nell'ottava e nella decima traccia